# András Ozsvár
András Ozsvár (* 19. února 1957 Csongrád) je bývalý maďarský zápasník–judista, bronzový olympijský medailista z roku 1980.

## Sportovní kariéra
S judem začínal ve 13 letech Budapešti. Připravoval se v Budapešti v armádním vrcholovém sportovním centru Honvéd. V maďarské reprezentaci se pohyboval od roku 1977 v těžké váze nad 95 kg. Na pozici reprezentační jedničky se však dlouhodobě neprosazoval na úkor Imre Vargy a tak startoval v kategorii bez rozdílu vah. V roce 1980 byla tato disciplína součástí olympijských her v Moskvě. Po výborném výkonu, kdy ve druhém kole vyřadil olympijského vítěze z polotěžké váhy Roberta Van de Walleho z Belgie, vybojoval bronzovou olympijskou medaili v zápase s domácím favoritem Sergejem Novikovem. V roce 1984 přišel o účast na olympijských hrách v Los Angeles kvůli bojkotu her zeměmi východního bloku. Sportovní kariéru ukončil v roce 1985. Věnuje se trenérské práci.

## Výsledky

### Váhové kategorie
| Turnaj             | 1979       | 1980       | 1981       | 1982       | 1983       |
| Turnaj             | 22         | 23         | 24         | 25         | 26         |
| Turnaj             | těžká váha | těžká váha | těžká váha | těžká váha | těžká váha |
| ------------------ | ---------- | ---------- | ---------- | ---------- | ---------- |
| Olympijské hry     |            | —          |            |            |            |
| Mistrovství světa  | —          |            | úč.        |            | —          |
| Mistrovství Evropy | —          | —          | —          | 3.         | —          |

### Bez rozdílu vah
| Turnaj             | 1979 | 1980 | 1981 | 1982 | 1983 |
| Turnaj             | 22   | 23   | 24   | 25   | 26   |
| ------------------ | ---- | ---- | ---- | ---- | ---- |
| Olympijské hry     |      | 3.   |      |      |      |
| Mistrovství světa  | úč.  |      | 3.   |      | 3.   |
| Mistrovství Evropy | úč.  | 5.   | 3.   | 2.   | úč.  |